# Josep Buiria i Rogel
Josep Buiria i Rogel (Girona, 1906 - Barcelona, 1994) fou un sindicalista, periodista i polític català.

## Biografia
Incorporat al món del treball en diverses feines comercials (s'inicià en una llibreria), ocupà aviat responsabilitats sindicals al Bloc Obrer i Camperol de Lleida, on s'havia establert la seva família. Fou membre del Sindicat Mercantil de Lleida i participà en la conferència regional que la CNT organitzà el 1931. En constituir-se la Unió Local dels Sindicats de Lleida (1933) esdevingué secretari del seu Comitè de Relacions. Prengué part als Fets del sis d'octubre, fet pel qual fou empresonat. Milità en el POUM des de la seva creació i des de juliol de 1936 formà part del seu Comitè Militar.
L'octubre de 1936 fou un dels representants del partit a l'Ajuntament de Lleida. El 1939 hagué d'exiliar-se a França. Incorporat a la resistència, fou objecte d'un consell de guerra a Montauban (1941), passà al camp de Vernet d'Arieja i finalment al camp de concentració de Mauthausen. Una vegada alliberat, residí a Perpinyà i esdevingué estret col·laborador de Josep Pallach. Fou membre del Comitè de França del POUM i es vinculà després al nou Moviment Socialista de Catalunya (MSC). Col·laborà o edità publicacions com ara "Endavant", del MSC, o "Aliança Sindical Obrera (ASO)", editades a Perpinyà.
Fou el responsable dels comunicats de premsa que el MSC feia arribar als diaris i organismes internacionals alhora que col·laborava en el pas per la frontera d'activistes de l'antifranquisme. Des del 1957 formà part del secretariat de la Unió General de Treballadors (UGT) catalana a l'exili i responsable de les seves publicacions. Va pertànyer al consell consultiu del president Josep Tarradellas. Seguí fins al final la trajectòria política de Josep Pallach, adherint-se al Reagrupament Socialista i Democràtic de Catalunya (1974), més tard Partit Socialista de Catalunya-Reagrupament (1976). Retornat a Barcelona el 1976, fou col·laborador regular de "La Vanguardia" i "El Noticiero Universal" durant alguns anys. A la mort de Josep Pallach (1977), integrat breument al Secretariat Permanent, acabà per abandonar el partit disconforme amb el procés d'unitat del socialisme català i espanyol.

## Fons personal
El seu fons personal es conserva a l'Arxiu Nacional de Catalunya. El fons documental aplega la documentació generada i rebuda per Josep Buiria i Rogel, preferentment a partir del seu retorn a Catalunya el 1976. Com a resultat de la seva activitat política a l'ombra de Josep Pallach durant els anys de la Transició política, el fons aplega diverses publicacions, retalls de premsa i testimonis diversos sobre el Partit Socialista de Catalunya i el seu líder, així com un extens full de signatures de condol arran de la seva mort el 1977. Inclou també una entrevista al retorn de l'exili i diversos articles de premsa sobre l'activitat política de Josep Buiria. Entre els recursos d'informació aplegats pel productor, trobem també diversos dossiers temàtics, escrits sobre Josep Tarradellas i els Fets del 6 d'octubre de 1934, monografies i publicacions diverses. El fons aplega, a més, documentació gràfica relativa al productor, el Partit Socialista de Catalunya i Josep Pallach.